# Souvenir d'Alphonse Lavallée
'Souvenir d'Alphonse Lavallée' est un cultivar de rosiers hybrides remontants, obtenu en 1884 par le rosiériste français Charles Verdier (1821-1893),. Pierre Alphonse Martin Lavallée était un passionné d'arbres et d'arbustes, fondateur en 1857 de l'arboretum du château de Segrez, à  Saint-Sulpice-de-Favières, président de la Société nationale d'horticulture de France et auteur d'une étude sur Rosa viridiflora, parue post mortem en 1886 dans L'Horticulteur français.

## Description
Le buisson au feuillage mat de ce rosier s'élève à 80 cm et donne des fleurs doubles de 8 cm de diamètre en moyenne à l'aspect velouté et au parfum capiteux. Elles sont pourpres avec des reflets violacés en fin de floraison. Celle-ci se déroule en juin avec des remontées à l'automne plus légères. Ses rameaux souples sont presque inermes.
Ce rosier ne doit pas être exposé au soleil brûlant de l'été pour conserver la couleur de ses roses. Il résiste à des températures hivernales de l'ordre de -15°. On peut notamment l'admirer à l'Europa-Rosarium de Sangerhausen en Allemagne.

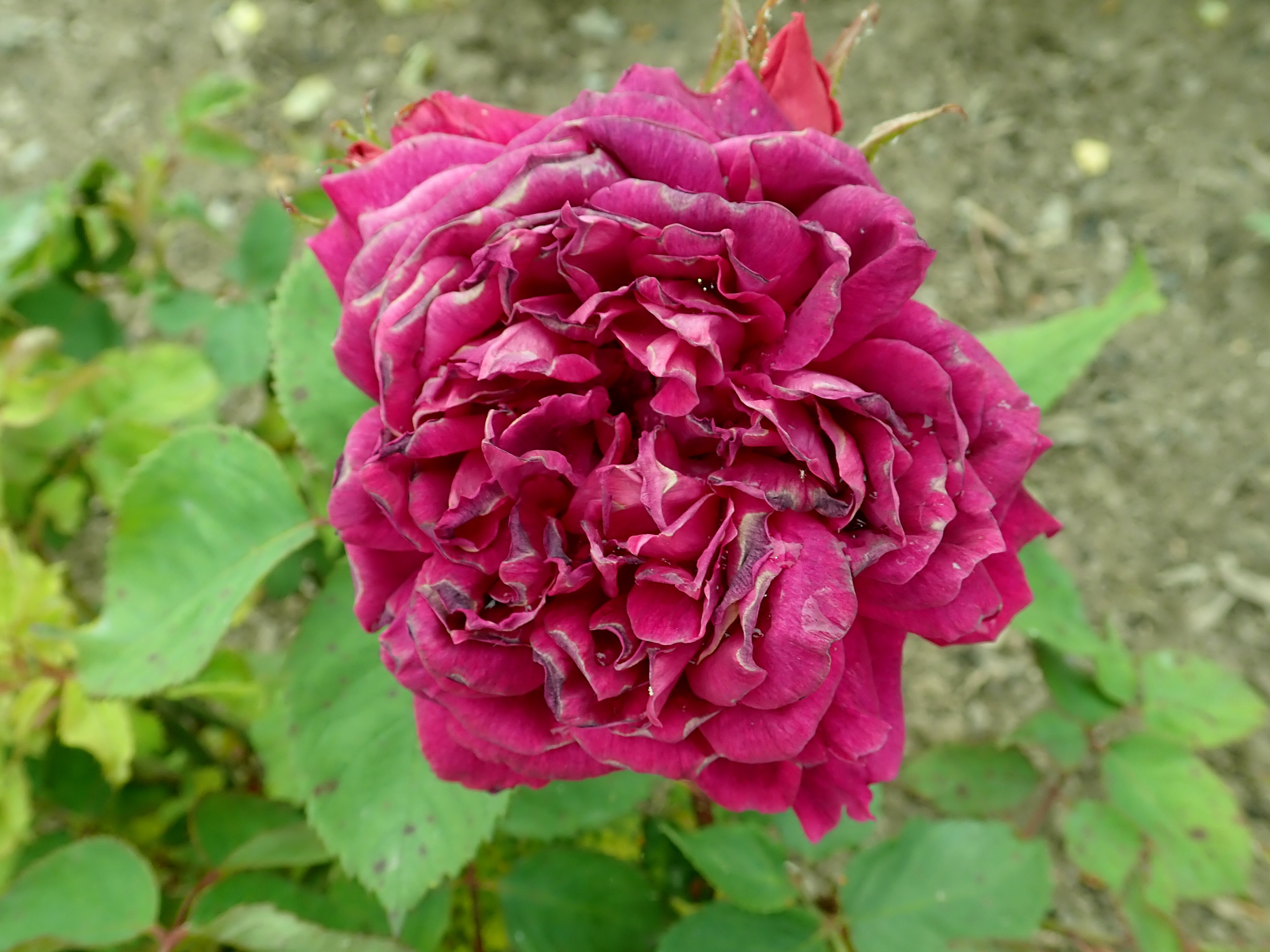
Rose 'Souvenir d'Alphonse Lavallée' à Sangerhausen
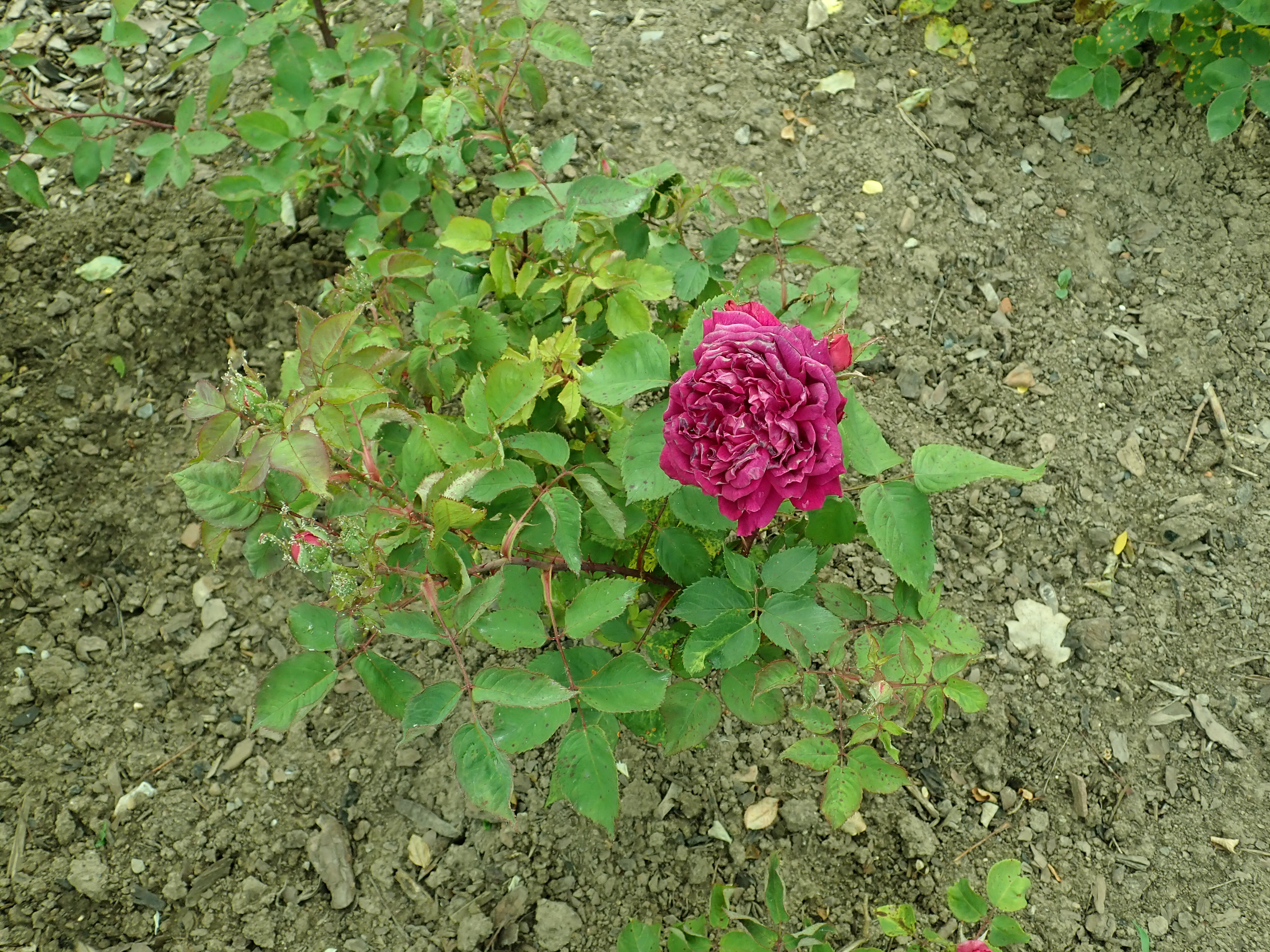
Rose 'Souvenir d'Alphonse Lavallée' à Sangerhausen